# ستيفن ماكنالي
ستيفن ماكنالي (بالإنجليزية: Stephen McNally)‏ هو محامي وممثل أمريكي، ولد في 29 يوليو 1913 بنيويورك في الولايات المتحدة، وتوفي في 4 يونيو 1994 في الولايات المتحدة بسبب نوبة قلبية. بدأ مشواره المهني سنة 1942.

## أعمال

### أفلام
- (1946) فتيات هارفي
- (1948) جوني بليندا

## وصلات خارجية
- ستيفن ماكنالي على موقع IMDb (الإنجليزية)
- ستيفن ماكنالي على موقع ألو سيني (الفرنسية)
- ستيفن ماكنالي على موقع قاعدة بيانات برودواي على الإنترنت (الإنجليزية)
- ستيفن ماكنالي على موقع قاعدة بيانات الأفلام السويدية (السويدية)
- ستيفن ماكنالي على موقع إن إن دي بي (الإنجليزية)
- ستيفن ماكنالي على موقع قاعدة بيانات الفيلم (الإنجليزية)
- ستيفن ماكنالي على موقع كينوبويسك (الروسية)